# فشیان
فشیان، روستایی از توابع شهرستان چرام در استان کهگیلویه و بویراحمد ایران است. این روستا در ۵ کیلومتری جنوب شهر چرام در میان دشتی حاصلخیز و قرار گرفته است.

## جمعیت
بر اساس سرشماری مرکز آمار ایران در سال ۱۳۸۵، جمعیت آن ۵۵۲ نفر (۸۹خانوار) بوده‌است.